# Robèrt Martí
Robèrt Martí   (Albi, 21 de febrer de 1944 - Sent Joan del Nos, 5 de maig de 2021) (en francés Robert Marty) va ser un novel·lista, humorista i docent occità. Va ser el president de l'IEO entre 1986 i 1997.

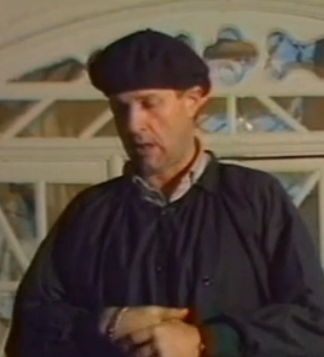
Robèrt Martí amb el vestit de Padena

Era conegut per la seva interpretació del personatge de Padena.

## Obres
- À poing de sable, poemes : Encres Vives, 1966.
- Villages interdits, poemes : Encres Vives, 1969.
- Mycènes/Messine, textes : Encres Vives, 1970.
- Histoires, faits et dits de Brassac : ESSI, 1968.
- Découvrir le roman populaire, antologia : Seghers, 1976.
- L'ombra doça de la nuèch, novel·la : I.E.O., A TOTS, 1981, Premi Pau Froment.
- Hic Nox Nomem Mutat, Aicí la nuèch càmbia de nom, novel·la : I.E.O., Princi-Negre, 1989.
- Pichòtas novèlas dels front : I.E.O., Ensages, 1997.
- Lo balestrièr de Miramont : I.E.O. A TOTS, 2006

## Discografia
- Istòrias pebradas (Padena), n°1-2-3-4-5-6-7.
- E aquò vos fa rire, CD, 1997.